# Seamus Dever
Seamus Patrick Dever (n. 27 iulie 1976, Flint, Michigan, SUA) este un actor american cunoscut pentru rolul său detectivului Kevin Ryan din serialul ABC Castle și pentru rolul John Seed din jocul video Far Cry 5.

## Biografie
Dever s-a născut în Flint, Michigan și s-a mutat la vârsta de 6 ani în Bullhead City, Arizona, unde a crescut.  A absolvit calitatea de valedictorian al liceului Mohave, și-a absolvit studiile universitare la Northern Arizona University și deține MAE în actorie la Teatrul de Artă din Moscova și Universitatea Carnegie-Mellon. 

## Viața personală
Membru pe viață al Actors Studio, Dever s-a căsătorit cu Juliana Dever pe 27 mai 2006.  Juliana a jucat-o pe Jenny Ryan, soția lui Ryan, în serialul TV Castle.  Este văr al actriței din Broadway, Jeanne Arnold, și al cântăreței și compozitorului canadian Feist. 
Dever și soția sa sunt vegetarieni.  Ambii sunt susținători ai Best Friends Animal Society. 

## Filmografie
| An   | Titlu               | Rol            | Note                      |
| ---- | ------------------- | -------------- | ------------------------- |
| 2001 | Împușcând LA        | Colin          |                           |
| 2002 | Monkey Love         | Aaron Miles    | Acreditat ca Séamus Dever |
| 2002 | În afara legii      | Rick Michell   |                           |
| 2006 | Hollywoodland       | Phillip        |                           |
| 2008 | Afacerile în ordine | Cyrus          |                           |
| 2008 | Esența Depp         | Dylan          |                           |
| 2009 | Gata sau nu         | Marc           |                           |
| 2014 | Sechestrat          | Obama          | Scurt-metraj              |
| 2015 | Adio extraordinar   | H. Henry Locke |                           |

### Televiziune
| Year         | Title                                   | Role                   | Notes |
| ------------ | --------------------------------------- | ---------------------- | --- |
| 1999         | Pensacola: Wings of Gold                | Lewis                  | 1 episode: "Behind Enemy Lines"                                                                           |
| 2001         | She's No Angel                          | Cricket                | TV Movie                                                                                                  |
| 2001         | Undressed                               | Randy                  | 1 episode: "Episode #4.1"                                                                                 |
| 2001         | Crossing Jordan                         | Tom Murch              | 1 episode: "Believers"                                                                                    |
| 2003         | Without a Trace                         | Ronald Phelps          | 1 episode: "Moving On"                                                                                    |
| 2004         | Cold Case                               | Hank Dempsey           | 1 episode: "The House"                                                                                    |
| 2005         | Mystery Woman: Snapshot                 | Billy                  | TV Movie                                                                                                  |
| 2005         | JAG                                     | Caden Duran            | 1 episode: "San Diego"                                                                                    |
| 2005         | Charmed                                 | Mitchell Haines        | 1 episode: "Freaky Phoebe"                                                                                |
| 2005         | McBride: The Doctor Is Out...Really Out | Allan                  | TV Movie                                                                                                  |
| 2005         | Threshold                               | Agent Detoro           | 2 episodes: "Trees Made of Glass: Part 2", "Blood of the Children"                                        |
| 2005         | CSI: Crime Scene Investigation          | Adam Gilford           | 1 episode: "Bite Me"                                                                                      |
| 2006         | CSI: NY                                 | Charles Cooper         | 1 episode: "Live or Let Die"                                                                              |
| 2006         | NCIS                                    | Graham Thomas          | 1 episode: "Singled Out"                                                                                  |
| 2007         | Close to Home                           | Justin Matthews        | 1 episode: "Making Amends"                                                                                |
| 2007         | CSI: Miami                              | Paul Billings          | 1 episode: "Kill Switch"                                                                                  |
| 2008         | General Hospital                        | Dr. Ian Devlin         | 45 episodes                                                                                               |
| 2008         | Mad Men                                 | Chuck                  | 1 episode: "For Those Who Think Young"                                                                    |
| 2008         | Army Wives                              | Dr. Chris Ferlinghetti | 7 episodes                                                                                                |
| 2008         | Ghost Whisperer                         | Rich Henderson         | 1 episode: "Save Our Souls"                                                                               |
| 2008         | CSI: Crime Scene Investigation          | Drew Rich              | 1 episode: "Young Man with a Horn"                                                                        |
| 2009         | Drop Dead Diva                          | Tyler Mack             | 1 episode: "The Dress"                                                                                    |
| 2009–2016    | Castle                                  | Detective Kevin Ryan   | Main cast 173 episodes Nominated—People's Choice Award for Favorite TV Bromance (shared with Jon Huertas) |
| 2010         | Dark Blue                               | Nick Perry             | 2 episodes: "Dead Flowers", "Personal Effects"                                                            |
| 2012         | Chelsea Lately                          | Kevin Ryan in 'Castle' | 1 episode: "Episode 6.187 (Himself playing his Castle character)"                                         |
| 2014         | The Chase                               | Himself                | 1 episode: "Starry Eyed: Celebrity Episode"                                                               |
| 2018         | Legion                                  | Don Eichman            | 1 episode: "Chapter 14"                                                                                   |
| 2018         | Take Two                                | Todd Garlin            | 1 episode: "Death becomes him"                                                                            |
| 2018–present | Titans                                  | Trigon                 | Recurring                                                                                                 |
| 2019         | The Rookie                              | Chaz Bachman           | Episode: "The Bet"                                                                                        |

### Jocuri video
| An   | Titlu                              | Rol               |
| ---- | ---------------------------------- | ----------------- |
| 2002 | Soldat al Fortunei II: Helix dublu | Voci suplimentare |
| 2018 | Far Cry 5                          | John Seed         |